# Протеобактерии
Протеобактериите (Proteobacteria) ca най-многочислената група бактерии, включваща 1534 видове, което представлява около 1/3 от известните бактерии.
Морфологически групата е нееднородна и включва пръчковидни бактерии, коки и спировидни бактерии.

## Класификация
Протеобактериите са разделени на пет класа като всичките са кръстени на първите пет букви от гръцката азбека.

### Алфа протеобактерии
В клас Алфа протеобактерии са включени голямо количество фототрофни микроорганизми, симбионтни эукариоти (например Rhizobium и Agrobacterium), облигантни вътреклетъчни паразити (рикетсии, Wolbachia), оцетнокисели бактерии (Acetobacter, Gluconacetobacter), метилотрофи (Methylobacteriaceae).

### Бета протеобактерии
В този клас влизат аеробни и факултативно анаеробни бактерии. Тук влизат и хемоорганохетеротрофи, и хемолитоавтотрофи (например Nitrosomonadaceae, тионови бактерии Thiobacillus), фототрофни (Rhodocyclus и Rubrivivax). В тази група са включени причинители на особено опасни инфекций Burkholderia mallei (причинител на сапа), Burkholderia pseudomallei (причинител на мелиоидозата), Bordetella pertussis (причинител на коклюша) и род Neisseria (в този род влизат причинителите менингита и гонореята).

### Гама протеобактерии
В този клас влизат както фототрофни бактерии (например Chromatium, метанотрофи (например Methylococcus capsulatus), така и бактерии важни от клинична и научна гледна точка – семействата Enterobacteriaceae, Vibrionaceae, Pseudomonadaceae, Francisellaceae, Legionellaceae и Pasteurellaceae. В тази група влизат и причинители на особено опасни инфекции – Yersinia pestis, Francisella tularensis, Haemophilus influenzae, Legionella pneumophila и Vibrio cholerae, а също и особено важния за науката микроорганизъм Escherichia coli.

### Делта протеобактерии
Групата включва камшичести бактерии, сулфат редуциращи бактерии (Desulfovibrio, Desulfobacter, Desulfococcus, Desulfonema) и серобактерии (Desulfuromonas). Тук са включени и анаеробните железобактерии (Geobacter). В този клас са включени и бактерии-хищници от рода Bdellovibrio, облигатни вътреклетъчни бактерии от род Lawsonia, хемолитотрофи от род hippea, които могат да използват сяра и водород като източник на енергия. Включват се и аеробни и анаеробни бактерии, факултативни анаероби. Представителите на класа играят важна роля в кръговрата на елементите в природата.

### Епсилон протеобактерии
Тук са включени само две семейства Campylobacteraceae и Helicobacteraceae. Включен е значимия от геохимична гледна точка род Sulfurospirillum, а така също и причинителя на язвата при хората Helicobacter pylori. Тук влизат и симбионтни микроорганизми на храносмилателния тракт при преживните животни Wolinella.

## Класове
Alphaproteobacteria
- Caulobacterales
- Kordiimonadales
- Parvularculales
- Rhizobiales
- Rhodobacterales
- Rhodospirillales
- Rickettsiales
- Sphingomonadales

Betaproteobacteria
- Burkholderiales
- Hydrogenophilales
- Methylophilales
- Neisseriales
- Nitrosomonadales
- Rhodocyclales
- Procabacteriales

Gammaproteobacteria
- Acidithiobacillales
- Aeromonadales
- Alteromonadales
- Cardiobacteriales
- Chromatiales
- Enterobacteriales
- Legionellales
- Methylococcales
- Oceanospirillales
- Pasteurellales
- Pseudomonadales
- Thiotrichales
- Vibrionales
- Xanthomonadales

Deltaproteobacteria
- Bdellovibrionales
- Desulfobacterales
- Desulfovibrionales
- Desulfurellales
- Desulfarcales
- Desulfuromonadales
- Myxococcales
- Syntrophobacterales

Epsilonproteobacteria
- Campylobacterales
- Nautiliales